# Broyes (Adelsgeschlecht)

Wappen des Maison de Broyes

 Das Maison de Broyes (deutsch Haus Broyes) war eine Adelsfamilie aus der Champagne, die vom 10. bis zum 15. Jahrhundert blühte; ihren Namen hatte sie nach dem Ort Broyes im heutigen Département Marne
Renart de Nogent, der im Jahr 960 bezeugte Stammvater der Familie, war mit einer Schwester von Roger de Blois, Bischof von Beauvais, verheiratet, von dem angenommen wird, dass er (und damit auch sie) dem Haus Blois angehört, die ab 1152 auch die Grafschaft Champagne besaß.
Barthélémy de Broyes erwarb um 1065 durch Heirat die Herrschaft Châteauvillain, sein Urenkel Hugues III. um 1144 die Herrschaft Commercy, die dann Ende des 12. Jahrhunderts zum Kernbesitz von zwei Zweigen der Familie wurden. Die jüngere Linie in Châteauvillain starb 1414 aus. Die ältere Linie in Commercy erwarb – wiederum durch Heirat – im 13. Jahrhundert die Grafschaft Saarbrücken und im 15. Jahrhundert die Grafschaften Roucy und Braine.
Saarbrücken ging 1381 mangels männlicher Erben wieder verloren und über eine Tochter an die Linie Nassau-Saarbrücken des Hauses Nassau. Johann III., Graf von Nassau in Saarbrücken verkaufte am 3. Februar 1443 seinen Anteil an Commercy (Commercy-Château-Bas) für 42.000 rheinische Goldflorin an Louis d’Anjou, Marquis de Pont-a-Mousson, einen jüngeren Sohn von René d’Anjou, Herzog von Lothringen, nach dessen Tod wenig später es der Vater selbst übernahm.
Roucy, Braine und Commery-Château-Haut wurden nach dem Tod von Graf Amé III. 1525 auf dessen Schwestern aufgeteilt:
- Philippe erhielt Commercy-Château-Haut, das ihr Urenkel Jean-François Paul de Gondi, besser bekannt als Cardinal de Retz, an François Marie de Lorraine, Prince de Lillebonne, verkaufte;
- Catherine, die mittlere der Schwestern, erhielt Roucy, das sie an ihren Sohn Charles de La Roye vererbte und dieser wiederum an seine Schwester Charlotte, die mit François III. de La Rochefoucauld verheiratet war – von 1572 bis 1784 befand sich die Grafschaft im Besitz des Hauses La Rochefoucald, der letzte Graf von Roucy war von 1784 bis zur Revolution Armand Joseph de Béthune, Duc de Charost, als Erbe der La Rochefoucaulds;
- Guillemette, die jüngste, erhielt Braine; sie war mit Robert III. de La Marck verheiratet und wurde an deren Nachkommen vererbt (La Marck, Eschallart de La Boulaie (1658), Durfort de Duras (1689), Pignatelli d’Egmont (1740), Albert de Luynes (1782))

## Stammliste

### 10.–12. Jahrhundert
1. Renart de Nogent, Seigneur de Broyes, de Beaufort et de Pithiviers 960; ⚭ (1) NN; ⚭ (2) Héloïse de Pithiviers, Schwester von Roger de Blois, Bischof von Beauvais
  1. (1) Isembart de Nogent, Seigneur de Broyes et de Beaufort 1026
    1. Hugues I. Bardoul, Seigneur de Broyes, de Beaufort, de Pithiviers et de Nogent 1025/58; ⚭ Alvidis
      1. Barthélemy, † nach 1072, Seigneur de Broyes et de Beaufort; ⚭ um 1065 NN (Elisabeth) de Valois, Dame de Châteauvillain et d’Arc-en-Barrois, Tochter von Raoul IV., Comte de Valois, de Crépy et de Vitry, und Adèle de Bar-sur-Aube (Erstes Haus Valois)
        1. Hugues II. Bardoul, † vor 1121, Seigneur de Broyes, de Beaufort, d’Arc-en-Barrois, de Baye, de Trilbardou et de Charmentray 1081/1110; ⚭ Emmeline de Montlhéry, † 1121, Tochter von Milon I. le Grand de Montlhéry (Haus Montlhéry) und Lithuaise, Vicomtesse de Troyes
          1. Simon I., † 4. Januar 1137/40, Seigneur de Broyes, de Beaufort, de Baye etc. 1104/36; ⚭ Félicité de Brienne, 1110, † nach 21. Juni 1178, Tochter von Érard I., Comte de Brienne (Haus Brienne), sie heiratete in zweiter Ehe vor 1141 Geoffroi III. Seigneur de Joinville, Seneschall der Champagne 1127, † 1188 (Joinville (Adelsgeschlecht))
            1. Hugues III., 1131, † 1199, Seigneur de Broyes et de Châteauvillain, bestattet in der Abtei Clairvaux; ⚭ (1) vor 22. Oktober 1144 Stephanie von Bar, Dame de Commercy, 1140/70, † 12. März vor 1178, Tochter von Rainald I., Graf von Bar (Haus Scarponnois), und Gisèle de Vaudémont; ⚭ (2) vor 1178 Isabelle de Dreux, Dame de Baudement († 1239), 1197 Dame d’Arc-en-Barrois et de Cour-l’Évêque, Tochter von Robert I. le Grand Comte de Dreux etc. und Agnès de Baudément, Dame de Braine (Haus Frankreich-Dreux) – Nachfahren siehe unten
            2. Simon, Seigneur de Beaufort, de Trilbardou et de Charmentray 1131/87; ⚭ vor 1172 Agnès de Joigny, Dame de Ramerupt 1172/1202, Tochter von Renaud II., Comte de Ramerupt (Haus Joigny), sie heiratete in zweiter Ehe Henri d’Arzillières, 1155/1202, Seigneur d’Arzillières
              1. Félicité, † Februar/März 1244, bestattet im Kloster Élan, Dame de Beaufort et de Ramerupt; ⚭ 1186 Hugues II., 1198 Comte de Rethel, † zwischen 26. Mai 1227 und Februar 1228, bestattet im Kloster Élan (Haus Vitri)

            3. Emmeline, 1131/36

          2. Barthélémy, 1104
          3. Marie, 1131

        2. Renaud, wohl gefallen im Oktober 1096 bei Nicäa als Unterführer des Volkskreuzzuges

      2. Haderic, † 1067/70, 1063/67 Bischof von Orléans, abgesetzt
      3. Isabeau, Dame de Nogent 1066; ⚭ Simon I., Sire de Montfort-l’Amaury 1052, † 25. September wohl 1087, bestattet in Épernon (Haus Montfort-l'Amaury)

    2. ? Isembart, † 1062/63, 1033 Bischof von Orléans

  2. (2) Odalric, † 1033, 1022 Bischof von Orléans

### Die Herren von Commercy und die Grafen von Saarbrücken
1. Hugues III., 1131, † 1199, Seigneur de Broyes et de Châteauvillain, bestattet in der Abtei Clairvaux; ⚭ (1) vor 22. Oktober 1144 Stephanie von Bar, Dame de Commercy, 1140/70, † 12. März vor 1178, Tochter von Rainald I., Graf von Bar (Haus Scarponnois), und Gisèle de Vaudémont; ⚭ (2) um 1178 Isabelle de Dreux, Dame de Baudement († 1239), 1197 Dame d’Arc-en-Barrois et de Cour-l’Évêque, Tochter von Robert I. le Grand Comte de Dreux etc. und Agnès de Baudément, Dame de Braine (Haus Frankreich-Dreux) – Vorfahren siehe oben
  1. (1) Simon II. de Broyes/Simon I. de Commercy, * wohl 1145; † nach Mai 1208) Seigneur de Broyes et (1173) de Commercy; ⚭ Nicole de Salins, † nach 1233, Dame de Montrivel et de Châteauvillain-du-Jura 1172, Tochter von Gaucher IV., Sire de Salins (Haus Mâcon)
    1. Gaucher I. de Commercy, 1202/44, † 1246, Seigneur d’Andelot, Chevalier; ⚭ Agnès, 1248
      1. Simon II. de Commercy, 1202, † 1247/48; ⚭ Mathilde, Gräfin von Saarbrücken, † 30. August 1276, bestattet in Saint-Étienne de Besançon, Erbtochter von Simon III., Graf von Saarbrücken, sie heiratete in zweiter Ehe vor Dezember 1248 Amé, 1228 Sire de Montfaucon, 1219, † 15. Januar 1280 (Haus Montfaucon)
        1. Simon III./IV., † 1307/09, 1259 Graf von Saarbrücken (Simon IV.), Sire de Commercy 1248 (Simon III.); ⚭ (1) Marguerite, † vor 1269; ⚭ (2) 1269 Mathilde de Sexfontaines, testiert 1263, † 1285, bestattet in Rioval, Tochter wohl von Simon III. de Sexfontaines, Witwe von Guillaume de Villehardouin, Seigneur de Lézinnes
          1. (1) Johann I., 1291, † 23. Januar 1341, 1305 Graf von Saarbrücken; ⚭ (1) vor 9. August 1309 Mahaut d’Aspremont, † 1329, Tochter von Gobert VII., Sire d‘Aspremont; ⚭ (2) 1329 Marguerite de Grancey, Dame de Bosjean, † nach 1340, Tochter von Eudes V., Sire de Grancey, Witwe von Hugues de Bellevesvre
            1. (1) Simon, † 1325; ⚭ (Ehevertrag Vienne 22. Mai 1309) 21. Jun 1309 Margarethe von Savoyen, † 7. April 1313, bestattet im Kloster Wadgassen, Tochter von Ludwig I. von Savoyen, Herr der Waadt (Haus Savoyen), Witwe von Jean de Chalon, Seigneur de Vignory (Haus Burgund-Ivrea)
              1. Johann II., 1341 Graf von Saarbrücken, † zwischen September 1380 und 24. März 1381; ⚭ vor Januar 1334 Gillette von Bar, † zwischen 22. April 1356 und 27. September 1362, Tochter von Pierre I. von Bar, Seigneur de Pierrefort (Haus Scarponnois)
                1. Johanna, 1381 Gräfin von Saarbrücken, Dame de Commercy-Château-Bas, † Oktober 1381; ⚭ 1353Johann I. Graf von Nassau, 1355 in Weilburg, 1328, † 20. September 1371 in Weilburg (Nassau-Weilburg)

              2. Mathilde, 1317/54; ⚭ (1) 1334 Simon I., 1332 Graf von Salm, X 26. August 1346 in der Schlacht bei Crécy (Stammliste des Hauses Salm); ⚭ (2) Johann, Ritter
              3. Johanna, † 1374/76; ⚭ vor 1344 Gerhard VII., Herr von Blankenheim 1341/75, † vor 14. Februar 1377
              4. Margareta, testiert 14. September 1394; ⚭ vor 1365 Louis II., 1383 Sire de Cossonay, 1346, † vor 12. April 1395, wohl am 19. September 1394 (Cossonay (Adelsgeschlecht))

            2. (1) Jean II. de Sarrebruck-Commercy, † 1344, Kanoniker zu Verdun, Toul und Sankt Arnual bei Saarbrücken, 1316 Domherr zu Metz, 1326 in Commercy-Château-Haut; ⚭ (1) vor 16. April 1331 Aleidis; ⚭ (2) November 1335 Alix de Joinville, Dame de Briquenay et de Venizy, † nach 27. März 1358, Tochter von Guillaume de Joinville, Seigneur de Briquenay, und Béatrix de Vienne (Joinville (Adelsgeschlecht) – Nachfahren siehe unten
            3. (1) Agnes, † vor 1. März 1337; ⚭ Graf Simon II. von Zweibrücken 1298, † vor 1312
            4. (1) Mathilde, † nach 1332; ⚭ Johann III., Herr von Lichtenberg 1311/25, † vor 7. Februar 1327
            5. ? Pierre, † 29. September …, 1331 Kanoniker zu Verdun

          2. (1) Robert und Gauthier, 1296 geistlich
          3. (1) Agnes, 1267/1304; ⚭ vor 27. Mai 1267 Eberhard I., Graf von Zweibrücken, 1297 Herr zu Bitsch, 1267/1316, † vor 1321 (Zweibrücken-Bitsch)
          4. (2) Laure, † vor 1323; ⚭ 1302 Anseau de Joinville, Sire de Joinville et de Reynel, Marschall der Champagne, † 3. Januar 1342/43 (Joinville (Adelsgeschlecht))
          5. (2) Johanna, Frau von Bainville und Bettingen 1301/27; ⚭ vor Juli 1298 Jakob von Vaudémont, Herr von Bainville und Bettingen, 1277/98, X auf Sizilien 1299 nach 2. Juli, Sohn von Heinrich II., Graf von Vaudémont (Haus Châtenois)

        2. Ferri, Seigneur de Commercy 1259
        3. Jacquemin, geistlich
        4. Laurette, † 3. Oktober 1275; ⚭ 1258 Jean I. le Sage de Chalon, Seigneur de Salins, † 30. September 1267 (Haus Burgund-Ivrea, Haus Chalon)

      2. Gaucher II. de Commercy, Sire de Châteauvillain-du-Jura et de Montrivel, 1248/1305, † vor 26. Oktober 1308; ⚭ Marguerite de Bellevesvre, † nach 26. Oktober 1308, Tochter von Hugues, Seigneur de Bellevesvre et de Bosjean, und Isabelle de Chay, Dame de Montfort, wohl Witwe von Hugues de Neublans, Seigneur de Navilly
        1. Gaucher III. de Commercy, Seigneur de Montrivel et de Châteauvillain-du-Jura, 1293/1306; ⚭ Isabelle de Montagu, 1282, wohl Tochter von Philippe, Seigneur d’Antigny und Marguerite de Saint-Florentin, Dame de Rochefort et de Pacy (Älteres Haus Burgund)
          1. Marguerite; ⚭ (1) Jacques de Quart; ⚭ (2) Jean d’Arbon
          2. Béatrix, Dame de Châteauvillain-du-Jura-en-partie, † nach 18. März 1328; ⚭ nach 1298 Gérard III. Sire de Chauvirey, Chevalier, 1288/1317

        2. Guillemette, Dame de Montrivel, 1315 an Jean de Chalon, Seigneur d’Arlay verkauft; ⚭ Guillaume de Sainte-Croix, Seigneur de Longuepierre, † 1302
        3. Agnès († nach 1329), Dame de Vers et de Lemuy; ⚭ Thiébaut III. Sire de Neufchâtel, † wohl 1304 (Neufchâtel-en-Bourgogne (Adelsgeschlecht))
        4. Marguerite, 1294/1309; ⚭ (1) Jean de Beauregard, Seigneur de Virechâtel (in Onoz), † 1299; ⚭ (2) Richard, Seigneur de Monnet, Vicomte de Salins, 1272, testiert 12. Februar 1340

      3. Guillaume, 1236/45; ⚭ NN
        1. Gaucher d’Andelot-Commercy, Seigneur de Chenecey; ⚭ (1) Agnès, Dame de Pelousey, † 1299, Witwe von Pons de Cicon, Sire de Châtillon-Guyotte; ⚭ (2) Simone – Nachkommen: die Andelot, Seigneur de Chenecey
        2. Jean und Renaud, † 1253, bestattet in Château-Salins
        3. Guillemette, 1256/65; ⚭ vor 1256 Pierre, Sire d’Arguel 1211/56, † wohl 1260
        4. Tochter; ⚭ Pierre de Grandson, Sire de Champvent 1254/1300 (Grandson (Adelsgeschlecht))

      4. Henri, Seigneur de Montrivel 1248/60
      5. Nicole, auch Laure genannt; ⚭ Pons III. de Cuiseaux, Sire de Clairvaux, 1226/57
      6. Alix, Dame d’Andelot, testiert 1297; ⚭ vor 1256 Gautier de Coligny, dit d’Andelot 1232/72, † vor 1274 (Haus Coligny)
      7. Béatrix; ⚭ Étienne de Montmorot, Seigneur de Ruffey, testiert 1284

    2. Renaud, Seigneur de Mondement 1202/26; ⚭ 1223 Marguerite de Buzancy
    3. Huguenet, 1202 geistlich
    4. Hugues IV. de Broyes, 1204/25, Chevalier; ⚭ 1201 Odette de Vendeuvre, 1198/1249, Erbtochter von Eudes de Vendeuvre und Béatrix (de Saint-Sepulchre)
      1. Hugues V., Seigneur de Broyes 1215/55; ⚭ Berengère 1243/47
        1. Thibaut, Seigneur de Broyes 1247/90
          1. Guy, Seigneur de Broyes 1314

        2. Jean, Seigneur de Soisy et de La Villeneuve; ⚭ Peronnelle
          1. Guy, 1297; ⚭ Perenotte

        3. Hugues, 1270/72 Kanoniker zu Provins und Broyes

      2. Eudes, 1233 Seigneur de Vendeuvre, 1202/46; ⚭ Agnès, 1237
      3. Simon, 1215/52, 1228/52 Kanoniker zu Reims
      4. Gaucher, 1215/28 Kanoniker zu Reims
      5. Marguerite, 1214/46; ⚭ Gérard de Dornecy
      6. Ermesende, 1223 Nonne zu Notre-Dame de Troyes

    5. Elisabeth, 1188, † vor 1233
    6. Agnès, † nach 1219; ⚭ (1) Barthélémy de Cirey, 1191/97, † vor 1201), ⚭ (2) 1204/10 Arnoul de Reynel, 1190/1219, † vor 1228

  2. (1) Emmeline, 1182
  3. (1) Sophie, 1182/88
  4. (1) Agnès, 1180/1221, † 1221; ⚭ (1) Simon de Brixey, Seigneur de Bourlemont, † wohl 1190; ⚭ (2) vor 1200 Henri de Fouvent, 1174/1228, † 1228
  5. (2) Emmeline, † 1249 vor April; ⚭ (1) um 1202 Eudes II. de Champlitte († Mai 1204 vor Konstantinopel), bestattet in der Apostelkirche ebenda, Sohn von Odo I. de Champlitte; ⚭ (2) 1205 Érard II., Seigneur de Chacenay († 1226)) (Haus Chacenay)
  6. (2) Simon I., le Jeune, 1197/1258, † 1260, Seigneur de Châteauvillain et d’Arc-en-Barrois, de Baye, de Nesle et de Villenauxe; ⚭ Alix de Luzy, 1225/70, testiert 1261, Tochter wohl von Dalmace de Luzy und Béatrix de Vignory – Nachkommen siehe unten

### Die Herren von Commercy und die Grafen von Roucy und Braine
1. Jean II. de Sarrebruck-Commercy, † 1344, Kanoniker zu Verdun, Toul und Sankt Arnual bei Saarbrücken, 1316 Domherr zu Metz, 1326 in Commercy-Château-Haut; ⚭ (1) vor 16. April 1331 Aleidis; ⚭ (2) November 1335 Alix de Joinville, Dame de Briquenay et de Venizy, † nach 27. März 1358, Tochter von Guillaume de Joinville, Seigneur de Briquenay, und Béatrix de Vienne (Joinville (Adelsgeschlecht) – Vorfahren siehe oben
  1. Simon IV., 1344 Seigneur de Commercy, 1355, † vor 13. Februar 1357
  2. Jean III., 1352 Kanoniker zu Toul und Verdun, tritt zurück, folgt 1352, testiert 28. April 1384; ⚭ 27. März 1358 Marie d’Arcelles, Dame de Méry-sur-Seine-en-partie, 1380/87, † vor 8. März 1397, Tochter von NN und Lore de Joinville, Dame de Méry-sur-Seine-en-partie, sie heiratet in zweiter Ehe vor 1387 Charles de Châtillon, 1380 Sire de Châtillon-sur-Marne, Seigneur de Souain et de Jonchery (Haus Châtillon)
    1. Simon V., † 18. Januar 1396, folgt 1382 Seigneur de Commercy, bestattet in Nikosia; ⚭ 1385 Isabeau de Châtillon, Dame d’Anglure, † 13. Januar 1413, Tochter von Jean I. Châtelain de Châtillon-sur-Marne, Großmeister von Frankreich, Witwe von Ogier VIII, Sire d‘Anglure
    2. Amé I., X Juni 1414 bei der Belagerung von Arras, 1396 Seigneur de Commercy, Gouverneur von Champagne und Brie; ⚭ (1) vor 22. Mai 1393 Marie de la Bove, † vor 1395, Dame de Ville-sur-Tourbe et d’Olisy, Erbtochter von Jean genannt „Barat“, Seigneur de la Bove, de Montchâlons, et de Maurigny; ⚭ (2) 27. September 1396 Marie de Châteauvillain, Dame de Louvois, † nach 1423, Tochter von Jean II., Seigneur de Châteauvillain et de Thil-en-Auxois, und Jeanne de Grancey
      1. (2) Robert I., folgt 1414, † 1464/65 auf Burg Louvois), bestattet in Commercy, Damoiseau de Commercy, Comte de Roucy et de Braine; ⚭ Braine 1414[2] Jeanne de Roucy, † 3. September 1459, bestattet in Dreux, 1415 Dame de Roucy et de Braine, Erbtochter von Jean VI., Comte de Roucy et de Braine (Haus Pierrepont)
        1. Michel († klein)
        2. Jean VII., * um 1430; † 19. Juni 1497 auf Burg Montaigu-en-Laonnois, bestattet in Montmirail-en-Brie, 1459 Comte de Roucy, Vidame de Laon, Seigneur de Pierrepont, de Nizy-le-Comte, de Montaigu en Laonnois, de Chaumuzy, de Sissonne, de Neufchâtel-sur-Aisne, de Louvois-en-Champagne, de Montmirail-en-Brie, de Villy-en-Luxembourg, de Sainte-Preuve, de Vesle, de Soudon, de Venizy, d’Apremont, de Villesmeaux etc. ⚭ (Ehevertrag vom 16. Mai 1468 und 14. Februar 1469) Catherine d’Orléans, * wohl 1449; † 30. Mai 1501 in Bray-sur-Seine, Tochter von Jean bâtard d’Orléans, Comte de Longueville (Haus Orléans-Longueville) und Marie d’Harcourt
          1. 2 Kinder, † klein
          2. (unehelich, Mutter: Isabelle de Montchâlons) Louis de Roucy, Seigneur de Sissonne 1465, † vor 14. Oktober 1536; ⚭ (1) Jacqueline de Coucy, † vor 1495, Tochter von Enguerrand (wohl E. II., Seigneur de Vervins et de Poilcourt, Baron de Stonne, und Jeanne Jouvenel des Ursins); ⚭ (2) 2. April 1495 Jeanne de Blécourt, Tochter von Pierre, Seigneur de Blécourt und Guillemette de la Bove – Nachkommen
          3. (unehelich, Mutter: Isabelle de Montchâlons) Marguerite de Roucy, Dame de Vesle; ⚭ Jacques de l’Épine
          4. (unehelich, Mutter: Antoinette de Dally) Pierre, legitimiert Februar 1529 geistlich

        3. Amé II., † 1476, 1465 Comte de Braine, Seigneur de Commercy; ⚭ 1462 Guillemette de Luxembourg, † vor 9. April 1500, Tochter von Thibault de Luxembourg, Comte de Brienne (Haus Luxemburg-Ligny), und Philippotte de Melun; sie heiratete 1478 in zweiter Ehe Gilles de Belleville, Seigneur de Montagu, † 1503, Sohn von Jean III. de Harpedane, Seigneur de Belleville (Haus Harpedane), und Marguerite Batârde de Valois (Tochter von König Karl VI. und Odette de Champdivers) (Haus Valois)
          1. Robert II., † 4. September 1504 in Paris, bestattet im Kloster Saint-Yved de Braine, 1476 Comte de Braine et Seigneur de Commercy, 1497 Comte de Roucy etc.; ⚭ 5. Februar 1487 Marie d’Amboise, † 9. Januar 1519, Tochter von Charles I. d’Amboise, Seigneur de Chaumont (Haus Amboise), sie heiratete in zweiter Ehe 1508 Jean de Créquy, Baron de Créquy.
            1. Philippe, * wohl 1490; † 8. Juni 1551 in Montmirail, bestattet ebenda, 1526 Dame de Commercy; ⚭ 1504 Charles de Silly, Seigneur de La Roche-Guyon, † 4. August 1516, bestattet in La Roche-Guyon
            2. Amé III., * 20. Oktober 1495; † 19. November 1525 in Paris, bestattet im Kloster Saint-Yved de Braine, 1504 Comte de Roucy et de Braine, Seigneur de Commercy, 1495 Gouverneur der Île-de-France; ⚭ 18. Juli 1520 in Saint-Germain-en-Laye Renée de La Marck, Tochter von Guillaume (II.) de La Marck, Seigneur de Montbazon (Haus Mark, Sohn von Guillaume (I.) de La Marck), und Renée du Four, Dame de Montbazon; sie heiratete in zweiter Ehe per Ehevertrag vom 13. Mai 1529 Charles de Croÿ, 4. Comte de Porcien, Comte de Seneghem, Baron de Montcornet, † wohl 1556 (Haus Croy)
              1. Robert († klein)

            3. Catherine, † 8. Januar 1542, 1526 Dame de Roucy, de Pierrepont et de Briquenay etc.; ⚭ 5. November 1505 Antoine de Roye, Sire de Roye, de Breteuil, de Muret et de Buzancy, X 13. September 1515 in der Schlacht bei Marignano[3] (Haus Roye)
            4. Guillemette, † 20. September 1571 auf Schloss Braine, bestattet im Kloster Saint-Yved de Braine, 1526 Dame de Braine, de Pont-Arcy, de Neufchâtel-sur-Aisne, de La Ferté-Gaucher etc.; ⚭ Schloss Vigny 1. Juni 1510 Robert III. de La Marck, 1536 Herr von Sedan und Flörchingen, 1526 Marschall von Frankreich, † 21. Dezember 1536 in Longjumeau, bestattet in Sedan (Haus Mark)

        4. Marie, † 18. Dezember 1508[4]), bestattet in Caumont, Dame de Hornoy (Bailleul-en-Vimeu); ⚭ (Ehevertrag vom 20. Oktober 1451) Jean V., Vicomte de Melun, (1430/3; † 25. Oktober 1513 in Gent, bestattet in Caumont, Seigneur d'Antoing et d'Épinoy, Burggraf von Gent, Sohn von Jean IV. de Melun (Haus Melun) und Jeanne d‘Abbeville
        5. Jeanne; ⚭ vor 1463 Christophe de Barbançon, 1461, † zwischen 13. Februar 1496 und 7. Februar 1501, Seigneur de Canny-sur-Matz, Sohn von Jean III. de Barbançon, Baron de Werchin, Seigneur de Jeumont, und Jeanne Le Flamenc

      2. (2) Marie, 1449; ⚭ (1) Jean d’Hangest, † 1421, Seigneur de Genlis; ⚭ (2) 8. Juni 1422 Gaucher de Rouvroy, Seigneur de Saint-Simon 1416/49 (Haus Rouvroy de Saint-Simon)

    3. Jean, 1381, † 30. November 1438, bestattet in der Kathedrale von Châlons-sur-Marne, Archidiakon zu Toul, 1390/1404 Domherr zu Laon, 1403/19 Bischof von Verdun, 1420 Bischof von Châlons, Pair de France[5]

  3. Guillaume, † 1366, geistlich, tritt 1363 zurück, Seigneur de Briquenay
  4. Henri, † 1364, Kanoniker zu Verdun, 1353 Kanoniker zu Köln
  5. Laure, † nach 1353; ⚭ (1) 4. Dezember 1344 Gaucher de Plancy, Seigneur de Viâpres-le-Petit, de Praslin etc., 1344/45, † vor 1352; ⚭ (2) 1352 Jean d’Andreselles
  6. Béatrix, † nach 14. April 1378; ⚭ Henri II. de Grandpré, Seigneur de Hans et de Rémonville 1357/70, † vor 1377
  7. Mahaut, † 1366

### Die Herren von Châteauvillain
1. Simon I., le Jeune, 1197/1258, † 1260, Seigneur de Châteauvillain et d’Arc-en-Barrois, de Baye, de Nesle et de Villenauxe; ⚭ Alix de Luzy, 1225/70, testiert 1261, Tochter wohl von Dalmace de Luzy und Béatrix de Vignory – Vorfahren siehe oben
  1. Jean I., 1253/1313, † 1313, Seigneur d’Arc, de Baye, de Pleurs, 1279 Seigneur de Luzy, de Semur-en-Brionnais, de Huchon et de Bourbon-Lancy; ⚭ (1) vor 8. September 1260 Jeanne de Milly-en-Beauvaisis, † nach September 1268, Tochter von Guy, Sire de Pleurs, Seigneur de Boissy; ⚭ (2) vor 1279 Jeanne de Luzy, 1259/82, Dame de Luzy, de Semur-en-Brionnais, de Muchon et de Bourbon-Lancy, Erbtochter von Simon
    1. (1) Simon II., † 28. Juni 1305, 1285 Seigneur de Bremur, d’Arc-en-Barrois, de Valbruant, den Courcelles-sur-Aujon, de Giey, de Cour-l’Évêque, de Montribourg, de Créancey, de Richebourg, de Bricon, de Semoutiers, de Bugnières, de Ternat, de Chameroy, de Villiers-sur-Suize, de Roulles, de Maral, d’Ormoy et d’Aprey; ⚭ (Ehevertrag Januar 1281) vor 18. März 1285 Marie von Flandern, Dame de Saint-Just, testiert 1294, † 1297, bestattet in der, Stiftskirche von Châteauvillain, Tochter von Guy de Dampierre, 1278 Graf von Flandern (Haus Dampierre), Witwe von Wilhelm von Jülich zu Liedberg, ältester Sohn von Wilhelm IV., Graf von Jülich
      1. Jean II., † vor 12. März 1312, 1305 Seigneur d’Arc en-Barrois et de Giey; ⚭ Marie de Roucy, 1312, testiert 1343, Tochter von Jean IV., Sire de Pierrepont (Haus Pierrepont)
        1. Jean III., * 1301/02, † zwischen 31. März und 23. Oktober 1355, 1313 Seigneur de Pleurs et d’Arc-en-Barrois; ⚭ 1321 Marguerite de Noyers, Dame de Villeneuve bei Bar-sur-Seine, 1340, † vor 1353, Tochter von Miles X., Sire de Noyers et de Vendeuvre (Haus Noyers)
          1. Jean IV., folgt 1355, X 19. September 1356 in der Schlacht bei Poitiers
          2. Jeanne, Dame de Châteauvillain 1375/89, † 1399; ⚭ (1) vor 1345 Jean I., Seigneur de Thil-en-Auxois, 1307, † 1355; ⚭ (2) Guillaume de Chalon-Auxerre, Seigneur de Chavannes et de Rochefort, † 1360 als Geisel in England (Haus Chalon); ⚭ (3) Hugues VI. de Vienne, Seigneur de Saint-Georges, † 1361 als Geisel in England, die Eltern von Guillaume III. de Vienne (Haus Vienne); ⚭ (4) April 1362 Arnaud de Cervole dit l’Archiprêtre, † in der Provence von einem Soldaten getötet 1366 nach September; ⚭ (5) nach 1369 Enguerrand d’Eudin, Gouverneur von Ponthieu, und Gouverneur der Dauphiné, † 7. März 1391
          3. Marie, Dame d‘Arc-en-Barrois et de Nully, testiert 12. September 1366, † Ende Februar 1367 (neuer Stil); ⚭ Jean I. de Montaigu, Seigneur de Montaigu et de Joinville, † 6. Dezember 1373, bestattet in der Basilika Notre-Dame la Blanche in Faverney (Haus Chalon)

        2. Guillaume, Chevalier, Seigneur de Courcelles-sur-Aujon, 1312 minderjährig, † 17. April 1352; ⚭ nach 1344 Blanche de Châtillon-en-Bazois, Dame de Puits, 1331/72, Tochter von Girard de Châtillon-en-Bazois, Chevalier, Seigneur de La Roche-Milay, Witwe von Erard VI. d’Arcis-sur-Aube, Sire de Chacenay etc., sie heiratete 1352 vor dem 26. Mai Othon II. de Grandson, Sire de Pesmes etc., testiert 13. Juli 1374, † 1375 (Grandson (Adelsgeschlecht))
          1. Guillaume, 1350/54
          2. Marie, Dame de Courcelles-sur-Aujon, 1350 minderjährig/1390; ⚭ Jean II., Seigneur de Ray et de Beaujeu-sur-Saône, † Mai 1394
          3. Blanche, 1350 minderjährig; ⚭ Huguenin de Vaux, † vor 9. Juli 1371

      2. Hugues, † nach 1314, Seigneur de Pleurs et de Baye; ⚭ NN
        1. Guillaume, † 1349, Seigneur de Pleurs, bestattet bei den Franziskanern in Châteauvillain
        2. Robert, † nach 1344, Seigneur de Baye; ⚭ 1321 Jeanne d’Anglure, dann de Vauclers, † 1344
          1. Simon, Seigneur de Baye et de Pleurs, 1348, † 1353; ⚭ Marguerite de Frolois, Dame de Molinot, † 1401, Tochter von Jean de Frolois, Seigneur de Molinot, Marschall von Burgund, sie heiratete in zweiter Ehe Jean III. de Châtillon-en-Bazois, Baron de Châtillon 1345/71, und in dritter Ehe Guichard I. Dauphin, Seigneur de Jaligny et de La Ferté-Chauderon, Großmeister der Armbrustschützen, † 1403 vor 7. Dezember
          2. Robert, Seigneur de Baye et de Vauclerc, † vor 1364; ⚭ Marguerite, Dame de Traînel et de Vauclerc 1364/86, Tochter von Jean I., Seigneur de Trainel etc.
            1. Jean, Seigneur de Vauclerc et de Baye 1363/72; ⚭ Isabeau de Châtillon-en-Bazois, † nach 1372, Tochter von Robert de Châtillon-en-Bazois und Marguerite de Courtenay
            2. Marie, Dame de Baye 1372; ⚭ Gaucher de Conflans, Seigneur d’Ostel 1355/72
            3. Béatrix, † 18. Mai 1414; ⚭ (1) Colart du Bouchin, Chevalier; ⚭ (2) Jean de Châtillon(-sur-Marne), Seigneur de Dours, de Saint-Hillier, de Souain etc., 1369, † 23. Juni 1397 (Haus Châtillon)

      3. Guy, 1306/13, 1306 Kanoniker an Sankt Servatius in Maastricht
      4. Simon, † 8. Januar 1335, 1312 Vormund der Kinder von Jean II., Domherr zu Langres, 1328/35 Bischof von Châlons, Pair de France
      5. Guillaume, Seigneur de Boissy, 1312 Domherr zu Châlons
      6. Robert, 1312 geistlich
      7. Marguerite, 1313, 1332/34 Nonne zu Flines
      8. Jeanne, 1313

    2. Guyot, 1282, † 1288, Seigneur de Semur-en-Brionnais, de Bourbon-Lancy et de Huchon; ⚭ (Ehevertrag Paris 26. Juni 1276) Isabelle de Jaligny, Dame de Jaligny, de la Montagne et de Crocq, † 1. September 1297, bestattet in der Abtei Saint-André de Clermont, Erbtochter von Hugues II., Seigneur de la Montagne (Haus Châtillon-en-Bazois), sie heiratete in zweiter Ehe per Ehevertrag vom 27. Mai 1289 Robert IV. Dauphin d’Auvergne, Comte de Clermont, † 7. März oder 19. Januar 1324
      1. Jean, 1300, † 15. Juli 1339, Seigneur de Luzy; ⚭ (1) vor 21. Februar 1300 Isabeau de Thorotte, Tochter von Gaucher II. de Thorotte, Châtelain de Noyon et de Thourotte (Haus Thorotte); ⚭ (2) 15. August 1305 Catherine de Beaujeu, 1294, Tochter von Louis I., Seigneur de Beaujeau et de Dombes (Haus Albon)
        1. (1) Jeanne, † nach 1351, Dame de Semur-en-Brionnais; ⚭ (Ehevertrag Paray-le-Monial 12. November 1320) Guichard VI., Sire de Beaujeau, testiert 18. September 1331, † Paris 23. September 1331, bestattet in Belleville (Haus Albon)
        2. (2) Jean, 1331, † 17. Juni 1361, Seigneur de Luzy, de Huchon et de Bourbon-Lancy; ⚭ (1) vor 1334 Marie de Châtillon-en-Bazois, Dame de La Roche-Milay (halb), † 27. Juli 1341–1351, Tochter von Henri de Châtillon-en-Bazois Seigneur de La Roche-Milay; ⚭ (2) 1351–1353 Alix de Thianges, Tochter von Guillaume de Thianges, Seigneur de Champallement, Witwe von Érard III., Sire de Nanteuil-la-Fosse
          1. (1) Jean, 1334

        3. Jeanne, 1339/56; ⚭ vor 11. Dezember 1356 Guy d‘Autun, Seigneur de Dracy-le-Loup, † nach 29. November 1358

      2. Guillaume, † nach März 1328, 1300 Seigneur de Boissy et de Villers, Kanoniker zu Châlons, Thesaurarius zu Reims
      3. Alix und Jeanne, 1300
      4. Marie, 1301, † nach 6. November 1335; ⚭ vor 1311 Guillaume II. de Mello, Seigneur d’Époisses et de Givry, 1294, minderjährig, † 1326 (Haus Mello)
      5. Marguerite, 1324 Nonne in der Zisterzienserinnenabtei Argensolles

    3. Jean, Seigneur de Pleurs 1284, † 2. April 1313, bestattet in der Kathedrale von Châlons-en-Champagne, Diakon und Domherr, 1285 Elekt, 1286/1313 Bischof von Châlons, Pair de France
    4. Alix, 1284, † 1334 vor 18. Juni, Dame de Troisseres
    5. Marguerite, † 25. Oktober 1297, bestattet in Saint-Étienne de Besançon; ⚭ Jean I. de Montfaucon, Seigneur de Montbéliard etc., 1272, † September 1306, bestattet in Saint-Ètienne de Besançon (Haus Montfaucon)
    6. ? Marguerite, † 1309, 1306 Äbtissin von Flines

  2. Agnès, † vor 1257, Dame de Villenauxe 1248; ⚭ Guillaume III., Comte de Joigny 1248/61, † vor 1268 (Haus Joigny)
  3. Jeanne, 1261; ⚭ Guillaume de Loisy